# Alchemilla acutata
Alchemilla acutata es una especie de planta del género Alchemilla, perteneciente a la familia Rosaceae.

## Taxonomía
Alchemilla acutata fue descrita por Buser en 1900.

## Distribución
Se encuentra en el territorio sur y sureste de los Alpes.